# Le Roncenay-Authenay
Le Roncenay-Authenay era una comuna francesa que estaba situada en el departamento de Eure, de la región de Normandía que el 1 de enero de 2016 pasó a formar parte de la comuna nueva de Mesnils-sur-Iton como comuna delegada.

## Historia
Fue creada en 1973 con la unión de las comunas de Authenay y Le Roncenay.
El 3 de enero de 2022 el consejo municipal decidió su supresión como comuna delegada con carácter efectivo desde el 1 de junio de 2022.

## Demografía
| Gráfica de evolución demográfica de Le Roncenay-Authenay entre 1975 y 2013 |
|                                                                            |

Los datos demográficos contemplados en este gráfico de la comuna de Le Roncenay-Authenay se han cogido de 1975 a 1999 de la página francesa EHESS/Cassini, y los demás datos de la página del INSEE.